# یوکو سانپئی
یوکو سانپئی (انگلیسی: Yūko Sanpei; ۲۸ فوریهٔ ۱۹۸۶ – ) صداپیشه، و بازیگر اهل ژاپن است. وی از سال ۲۰۰۰ میلادی تاکنون مشغول فعالیت بوده‌است.